# Endomychus thoracicus
Endomychus thoracicus là một loài bọ cánh cứng trong họ Endomychidae. Loài này được Charpentier miêu tả khoa học năm 1825.